# باربرا بود
باربرا بود هي ممثلة كندية، ولدت في 1953 في سانت كاثرينز في كندا.

## وصلات خارجية
- باربرا بود على موقع IMDb (الإنجليزية)
- باربرا بود على موقع ديسكوغز (الإنجليزية)
- باربرا بود على موقع قاعدة بيانات الفيلم (الإنجليزية)
- باربرا بود على موقع ANN person (الإنجليزية)